# Britta Schulze-Thulin
Britta Schulze-Thulin (* 26. Juni 1966 in Düsseldorf) ist eine deutsche Sprachwissenschaftlerin und Autorin.

## Leben und Wirken
Nach dem Abitur 1985 am Gymnasium Königin-Olga-Stift in Stuttgart studierte sie von 1985 bis 1991/1992 vor allem an der Albert-Ludwigs-Universität in Freiburg im Breisgau, aber auch 1987/88 in Taiwan, 1988 an der Universität Köln, 1988/89 und 1989/90 in Aberystwyth/Wales und 1991/92 in Maynooth/Irland Allgemeine Sprachwissenschaft, Indogermanistik, Sinologie, Skandinavistik und Keltologie. 1991 schloss sie ihr Studium an der Albert-Ludwigs-Universität in Freiburg im Breisgau mit dem Magister Artium in Skandinavistik, Keltologie und Allgemeiner Sprachwissenschaft ab.
1993 war sie wissenschaftliche Mitarbeiterin im Bereich Indogermanistik an der Martin-Luther-Universität Halle-Wittenberg, 1998 promovierte sie in Halle an diesem Bereich. In den Jahren 2001 und 2002 wirkte sie als Oberassistentin an der Universität Köln, 2003 als wissenschaftliche Mitarbeiterin am Forschungsinstitut in Aberystwyth, Wales.
Seit 2003 lebt sie als freiberufliche Schriftstellerin (vor allem für Reise-, Wander- und Sprachführer) und Dozentin (Irisch-Gälisch an der Martin-Luther-Universität Halle-Wittenberg) in Halle an der Saale, wo sie 2004–2005 auch Leiterin der Schreibenden des Senioren-Kreativ-Vereins e. V. war. Seit 2004 ist sie Mitglied im Förderkreis der Schriftsteller in Sachsen-Anhalt e. V.
2010 wurde im Rahmen der 1. Staffel der Halleschen „Straßenbahngedichte“ ein Gedicht von Britta Schulze-Tullin veröffentlicht.

## Werke (Auswahl)
- Old and Middle Irish Loanwords in Scandinavian Languages (In: Études Celtiques 29, 1992)
- Zur Wortstellung im Etruskischen (In: Studi Etruschi 58, 1993)
- Zur Frage altnordischer Lehnwörter im Kymrischen (In: Sonderband der Zeitschrift für celtische Philologie 1993)
- Old Norse in Ireland (In: Language Contact across the North Atlantic, hrsg. von P. Sture Ureland und Iain Clarkson, Tübingen 1996)
- Zu den urbritannischen na-Präsentien (In: Sonderband der Zeitschrift für celtische Philologie 1999)
- Studien zu den urindogermanischen o-stufigen Kausativa/Iterativa und Nasalpräsentien im Kymrischen (Innsbruck 2001)
- Notes on the Old and Middle Irish Loanwords in Old Norse (Nowele 2001)
- Lehrbuch der walisischen Sprache (Bielefeld 2006)
- Die Wiederentdeckung der Saale (In: Rotary-Magazin, Oktober 2006)
- Ein Leben in Sprachen und Landschaften (Reihe Hallesche Autorenhefte, hrsg. von Harald Korall, Nr. 43, Halle 2006)
- Wanderführer für Mitteldeutschland: Saale-Unstrut-Triasland (Halle 2006, 2008)
- Wanderführer für Mitteldeutschland: Mansfelder Land und Unteres Saaletal (Halle 2008)
- Der Lutherweg Eisleben – Halle – Wittenberg (Halle 2009)
- Großsteingräber und Menhire in Sachsen-Anhalt, Thüringen und Sachsen (Halle 2006, 2011)
- Reiseführer Wales (Bielefeld 2004, 2006, 2008, 2010, 2012)
- Wanderführer für Mitteldeutschland. Halle (Saale) und Umgebung (Halle 2005, 2010)
- Wanderführer für Mitteldeutschland. Leipzig, Halle und Umgebung (Halle 2013)
- Irisch für Anfänger (Hamburg 2013)
- Rother Wanderführer. Wales (München 2013)
- Walisisch – Wort für Wort (Reihe Kauderwelsch Band 153; Bielefeld 2002, 2007, 2014)
- Wanderführer für Mitteldeutschland. Luthers Heimat (Halle 2015)